# Let Your Heart Do All the Talking
«Let Your Heart Do All the Talking» (en español: «Deja que tu corazón hable por ti») es un sencillo de la banda Sueca A-Teens, el cual fue anunciado que iba a ser lanzado, el 21 de mayo de 2003 en la página oficial del grupo, aunque en realidad, el sencillo nunca llegó a lanzarse completamente.
Este trabajo se lanzó antes que I Promised Myself y tuvo la particularidad de haber pasado, inesperadamente, de un sencillo a ser lanzado como un disco promocional, del cual solamente existen en el mundo 100 copias originales.
Este sencillo trae sólo dos canciones, una versión "Radio Mix" de la canción homónima, más la canción "School's Out" (A Dúo con Alice Cooper).
Actualmente, este es uno de los sencillos más cotizados y buscados por los fanáticos tanto de A-Teens como de Alice Cooper.
Ni esta canción ni "School's Out" tuvieron video.
Cabe destacar, que la versión de Let Your Heart Do All the Talking que aparece en el sencillo es un poco diferente de la que se pueden encontrar en los discos New Arrival, Pop 'Till You Drop o Greatest Hits, todos estos, de la banda A-Teens. 